# NGC 3457
NGC 3457 est une petite galaxie elliptique située dans la constellation du Lion. NGC 3457 a été découverte par l'astronome britannique Francis Baily en 1827 et indépendamment par John Herschel à une date inconnue, mais postérieure à l'observation fait par Baily. Cette galaxie a aussi été observée par l'astronome irlandais R.J. Mitchell le 27 mars 1854 et elle a été inscrite au catalogue NGC sous la désignation NGC 3460.

## Caractéristiques
NGC 3457 présente une large raie HI.

### Distance
Sa vitesse par rapport au fond diffus cosmologique est de 1 495 ± 24 km/s, ce qui correspond à une distance de Hubble de 22,1 ± 1,6 Mpc (∼72,1 millions d'al).
À ce jour, deux mesures non basées sur le décalage vers le rouge (redshift) donnent une distance de 20,600 ± 0,141 Mpc (∼67,2 millions d'al), ce qui est à l'intérieur des valeurs de la distance de Hubble.

### Classification
La base de  données NASA/IPAC et Wolfgang Steinicke classifient cette galaxie comme une elliptique ou une lenticulaire (S ?), mais elle a plus l'apparence d'une galaxie elliptique sur l'image de l'étude SDSS, car elle ne montre aucune trace de lignes de poussière. La classification d'elliptique indiquée sur la base de données HyperLeda semble mieux correspondre à cette galaxie.

## Groupe de NGC 3447
NGC 3457 fait partie du groupe de NGC 3447 comprend au moins quatre autres galaxies : NGC 3447, NGC 3447A (UGC 6007), UGC 6022  et UGC 6035.